# باغة
بلدية باغة أو باغُه أو بِيغُه أو  بِيغُو (بالإسبانية: Priego)‏، هي إحدى بلديات مقاطعة قونكة إحدى مقاطعات إسبانيا، و التي تقع في منطقة قشتالة والمنشف وسط البلاد و المائلة لجهة الشرق من إسبانيا. يبلغ عدد سكانها 1.114 نسمة وفقاً لإحصائية سنة (2007).

## أعلام
- خيسوس لويس أوكانيا